# Paranormal Activity: Next of Kin
Paranormal Activity: Next of Kin és un film de metratge apropiat de terror sobrenatural nord-americà de 2021 dirigida per William Eubank, escrita per Christopher Landon i produïda per Jason Blum i Oren Peli. Com a setena entrega de la sèrie Paranormal Activity, el film és protagonitzat per Emily Bader, Roland Buck III, Dan Lippert, Henry Ayres-Brown i Tom Nowicki, i segueix un grup que intenta fer un documental sobre una comunitat amish, només per a per descobrir els horribles secrets que guarda la ciutat. S'ha subtitulat al català.
Tot i que Paranormal Activity: The Ghost Dimension es va promoure com a última entrega de la sèrie original, Paramount Pictures va anunciar el juny de 2019 que desenvolupaven una setena entrega i una seqüela independent, amb Blum i el creador de la franquícia Peli. Landon va ser contractat per escriure el guió a principi de 2020, mentre que Eubank va ser nomenat director de la pel·lícula el febrer del 2021. El rodatge principal es va acabar el juliol de 2021.
Paranormal Activity: Next of Kin es va estrenar als Estats Units a Paramount+ el 29 d'octubre de 2021. Va rebre crítiques negatives.

## Repartiment
- Emily Bader com a Margot
- Roland Buck III com a Chris
- Dan Lippert com a Dale
- Henry Ayres-Brown com a Samuel Beiler
- Tom Nowicki com a Jacob Beiler
- Kyli Zion i Kirby Johnson com a Asmodeu del Llibre de Tobies